# قمارباز (فیلم ۱۹۷۴)
«قمارباز» (به انگلیسی: The Gambler) یک فیلم سینمایی آمریکایی در ژانر درام و جنایی به نویسندگی جیمز توباک و کارگردانی کارل رایز محصول سال ۱۹۷۴ است. 

## بازیگران
- جیمز کان
- پل سوروینو
- لورن هوتن
- برت یانگ
- جیمز وودز
- ام امت والش

## داستان
"الکس فرید" پروفسور ادبیات است. او علاقه زیادی به قمار بازی دارد. وقتی پولهایش تمام می‌شود، او از دوست دختر، مادر و در نهایت از افرادی خطرناک پول قرض می‌گیرد و...